# Vilgort
Vilgort (en rus: Выльгорт) és un poble de la República de Komi, a Rússia, segons el cens del 2010 tenia 29 habitants.